# اللجنة الوطنية للأوبئة (الأردن)
اللجنة الوطنية للأوبئة (بالإنجليزية: National Committee for Epidemics) لجنة وطنية أردنية تعمل تحت مظلة وزارة الصحة الأردنية يُعهد إليها متابعة ودراسة الأمراض السارية والأوبئة وخطورتها ومن ثم تقديم الأساس العلمي لها لأصحاب القرار، والذي يترتب عليه لاحقًا وضع الخطط والإجراءات المناسبة لمنع وصول هذه الأمراض أو الحد من انتشارها والسيطرة عليها، وتتعاون اللجنة في عملها مع المؤسسات المعنية محليًا واللجان والمراكز المناظرة لها عالميًا بالإضافة لمنظمة الصحة العالمية، وتقوم كذلك بتقديم المشورة اللازمة لأصحاب القرار لاتخاذ الإجراءات المناسبة في حال دعت الحاجة لذلك.

## تاريخ
تشكلت اللجنة في الأردن عام 1984 ، وكانت تُسمّى حينها «لجنة الإيدز والأمراض السَّارية»، وخلال السنوات اللاحقة توسّع نشاط اللجنة ومجالها، واستمرت كذلك حتى العام 1992 ليصبح اسمها «لجنة الأوبئة»، لاحقًا وفي العام 2006 تطورت اللجنة وتوسعت، وأصبحت تضم 25 عضوًا يمثلون كلَّ الجهات المعنية بالأوبئة، تشمل مختصين من عدَّة جهات من بينها وزارة الصِّحة وكليات الطِّب في الجامعات الأردنية، ومنظمة الصحة العالمية وهيئة الطيران المدني، والخدمات الطبية الملكية والقطاع الخاص.

## نشاطها
بعد تشكّل اللجنة بدأت تتعامل مع عدد من الأوبئة التي ضربت العالم، من بينها شلل الأطفال، مرض نقص المناعة المكتسبة «الإيدز»، والإيبولا في أفريقيا والطاعون في الهند، وفيروس سارس في الصين، وانفلونزا الطيور والإنفلونزا الموسمية، مرورًا بالكوليرا ووصولًا إلى فيروس كورونا المستجد في الأردن أول شهر مارس/آذار 2020، ونقلاً عن الناطق الرسمي للجنة الطبيب «نذير عبيدات» فإنَّ اللجنة بأعضائها الـ 25 تجتمع بشكل دوري منذ تأسيسها، وتتضاعف الاجتماعات كلما دعت الضَّرورة لذلك.

## أعضاء اللجنة
عدد من أعضاء لجنة الأوبئة:
1. الدكتور نذير عبيدات الناطق باسم لجنة الاوبئة [1]
2. الدكتور فارس البكري[3]
3. الدكتورة هديل السائح (مديرية الأمراض السَّارية في وزارة الصِّحة)[4]
4. الدكتور وائل هياجنة[5] مسؤول ملف كورونا شمال الأردن
5. الدكتور عزمي محافظة (استقال من اللجنة خلال عام 2020) [1]
6. الدكتور بسام حجاوي[6]
7. الدكتور جمال وادي الرمحي[7]
8. الدكتور مهند النسور[8]
9. د. نجوى خوري - طب امراض الأطفال المعدية من الجامعة الأردنية [9]